# Todd C. Chapman
Todd Crawford Chapman (nacido en 1962 en Houston, Texas) es oficial de carrera del Servicio de Relaciones Exteriores de los Estados Unidos y Embajador de los Estados Unidos en Brasil. Es ex embajador de Estados Unidos en Ecuador y tiene más de 25 años en la carrera diplomática. Chapman ingresó en el Departamento de Estado en 1990, es Ministro Consejero Sénior en el Servicio de Relaciones Exteriores, y ya ocupó muchos cargos dentro del órgano.

## Biografía
Chapman nació en la ciudad de Houston, ubicada en Texas en los Estados Unidos. De niño, en 1974, se mudó con su familia a la ciudad de São Paulo en Brasil. Vivió en Brasil durante la escuela secundaria, graduándose en la Escuela Maria Inmaculada - Chapel School en 1980.
Antes de unirse al Servicio Exterior, trabajó como banquero comercial en Nueva York y Arabia Saudita, y más tarde como consultor de negocios en Brasil y su ciudad natal de Houston, Texas.  En total, ha vivido en Brasil durante 11 años.
El embajador Chapman obtuvo un A.B. en Historia de la Universidad de Duke en 1983, y un M.S. en Inteligencia Estratégica del Colegio Conjunto de Inteligencia Militar en 2000.

## Carrera
En 2001, Chapman fue designado Director Económico en la ciudad de San José, la capital de Costa Rica. En 2004, fue nombrado Consejero Político, Económico y Comercial de la Embajada de Estados Unidos en la ciudad de La Paz, capital de Bolivia.
En 2006, se desempeñó como asistente ejecutivo en la Oficina de Asuntos del Hemisferio Occidental, en el Departamento de Estado de los Estados Unidos, Washington D. C. En 2007, se desempeñó como Jefe Adjunto de la Misión en la ciudad de Maputo, la capital de Mozambique.
Entre 2010 y 2011, se desempeñó como Coordinador Diplomático Senior de Asuntos Económicos en la ciudad de Kabul, capital de Afganistán. En 2011, fue designado vicejefe de la Misión en Brasilia, Brasil.
En 2015, Chapman fue nombrado embajador de Estados Unidos en Ecuador por el presidente Barack Obama y confirmado por el Senado de los Estados Unidos.
El 30 de octubre de 2019, el presidente Donald Trump lo nombró para ser el próximo embajador de Estados Unidos en Brasil. El 11 de febrero de 2020, el Senado de los Estados Unidos confirmó su nombramiento mediante voto verbal.
En junio de 2021, Todd Chapman le comunicó al presidente estadounidense Joe Biden su solicitud de retiro del servicio público estadounidense, después de una carrera de treinta años.